# Morti nel 1944/Aprile
| Questa pagina contiene informazioni ricavate automaticamente dalle voci biografiche con l'ausilio del template Bio e di un bot. L'aggiornamento è periodico e automatico e ricostruisce completamente la pagina. Se manca una persona in questa lista, sei pregato di non aggiungerla, ma accertati piuttosto che la sua voce biografica contenga il template Bio e che i dati anagrafici siano correttamente compilati. Se il template Bio manca, inseriscilo tu stesso o, in alternativa, metti l'avviso {{tmp\|Bio}} che ne segnala la mancanza. Se i dati riportati sono sbagliati, correggi direttamente la voce biografica; le modifiche saranno visibili in questa lista entro pochi giorni. Per chiarimenti vedi il progetto biografie. La lista contiene solo le 134 persone che sono citate nell'enciclopedia e per le quali è stato implementato correttamente il template Bio. Pagina aggiornata al 18 apr 2025. |

- 1º aprile - Francesca Edera De Giovanni, partigiana italiana (n. 1923)
- 1º aprile - Giannetto Dini, antifascista e partigiano italiano (n. 1926)
- 1º aprile - Aldo Li Gobbi, militare e partigiano italiano (n. 1918)
- 1º aprile - Ferdinando Salvalai, antifascista e partigiano italiano (n. 1922)
- 1º aprile - Luigi Vacchini, partigiano italiano (n. 1883)
- 2 aprile - Paul-Ludwig Landsberg, filosofo tedesco (n. 1901)
- 2 aprile - Emilio Marchi, militare e aviatore italiano (n. 1917)
- 2 aprile - Albin Wolf, aviatore tedesco (n. 1920)
- 3 aprile - Alessandro Delmastro, partigiano italiano (n. 1917)
- 3 aprile - Giuseppe Morosini, presbitero e partigiano italiano (n. 1913)
- 4 aprile - Jean Cavaillès, filosofo e logico francese (n. 1903)
- 4 aprile - Alma Rosé, violinista austriaca (n. 1906)
- 5 aprile - Alime Abdenanova, esploratrice sovietica (n. 1924)
- 5 aprile - Franco Balbis, militare e partigiano italiano (n. 1911)
- 5 aprile - Quinto Bevilacqua, partigiano italiano (n. 1916)
- 5 aprile - Giulio Biglieri, partigiano e bibliotecario italiano (n. 1911)
- 5 aprile - Pietro Borrotzu, partigiano italiano (n. 1921)
- 5 aprile - Paolo Braccini, partigiano e antifascista italiano (n. 1907)
- 5 aprile - Enrico Giachino, partigiano italiano (n. 1916)
- 5 aprile - Eusebio Giambone, partigiano e operaio italiano (n. 1903)
- 5 aprile - Casper Holstein, mafioso statunitense (n. 1877)
- 5 aprile - Isolde Kurz, scrittrice e poetessa tedesca (n. 1853)
- 5 aprile - Massimo Montano, partigiano italiano (n. 1919)
- 5 aprile - Giuseppe Perotti, generale, ingegnere e partigiano italiano (n. 1895)
- 6 aprile - Cvitan Galić, aviatore croato (n. 1909)
- 6 aprile - Mario Mencatelli, partigiano italiano (n. 1924)
- 6 aprile - Rose O'Neill, fumettista, scrittrice e illustratrice statunitense (n. 1874)
- 6 aprile - E.o. plauen, disegnatore e fumettista tedesco (n. 1903)
- 7 aprile - Emanuele Artom, partigiano e storico italiano (n. 1915)
- 7 aprile - Bruno Bruni, partigiano italiano (n. 1923)
- 7 aprile - Concezio Chiaretti, religioso e militare italiano (n. 1917)
- 7 aprile - Inglis Moore Uppercu, imprenditore statunitense (n. 1877)
- 8 aprile - Emilio Casalini, partigiano italiano (n. 1920)
- 8 aprile - Bruno Lüdke, tedesco (n. 1908)
- 9 aprile - Jan den Boer, pallanuotista olandese (n. 1889)
- 9 aprile - Celestina Faron, religiosa polacca (n. 1913)
- 9 aprile - Giuseppe Felici, militare e partigiano italiano (n. 1923)
- 9 aprile - Evgenija Maksimovna Rudneva, militare sovietica (n. 1921)
- 10 aprile - Riccardo Dalla Volta, economista italiano (n. 1862)
- 10 aprile - Carlo Faggioni, aviatore italiano (n. 1915)
- 10 aprile - Luigi Nada, operaio e attivista italiano (n. 1910)
- 10 aprile - Isa Magrini, pittrice italiana (n. 1876)
- 10 aprile - Marcello Pucci Boncambi, militare e marinaio italiano (n. 1904)
- 10 aprile - Primo Sarti, militare e marinaio italiano (n. 1909)
- 10 aprile - Carlo Sorcinelli, militare e marinaio italiano (n. 1920)
- 11 aprile - Gennaro Maria di Borbone-Due Sicilie, principe (n. 1882)
- 11 aprile - Gabriel Hanotaux, politico, storico e diplomatico francese (n. 1853)
- 11 aprile - Ion Minulescu, scrittore, poeta e drammaturgo rumeno (n. 1881)
- 11 aprile - Giuseppe Puerari, calciatore e partigiano italiano (n. 1900)
- 11 aprile - Alejandro Villanueva, allenatore di calcio e calciatore peruviano (n. 1908)
- 12 aprile - Giorgio Belloni, pittore italiano (n. 1861)
- 12 aprile - Emmanuel de Blommaert, cavaliere belga (n. 1875)
- 12 aprile - Amos Calderoni, operaio e partigiano italiano (n. 1925)
- 12 aprile - Carlo Dani, ciclista su strada, pistard e tenore italiano (n. 1873)
- 12 aprile - Roberto Grau, scacchista argentino (n. 1900)
- 12 aprile - Terzo Lori, partigiano italiano (n. 1913)
- 12 aprile - Alois Musil, arabista, esploratore e scrittore ceco (n. 1868)
- 12 aprile - Adolf Wagner, politico tedesco (n. 1890)
- 13 aprile - Dušan Bordon, partigiano jugoslavo (n. 1920)
- 13 aprile - Cécile Chaminade, pianista e compositrice francese (n. 1857)
- 13 aprile - Elio De Cupis, partigiano italiano (n. 1924)
- 13 aprile - Bartolomeo Gosio, medico, microbiologo e biochimico italiano (n. 1863)
- 13 aprile - Paul Hazard, storico francese (n. 1878)
- 14 aprile - Mary Adela Blagg, astronoma britannica (n. 1858)
- 14 aprile - Gino Ciabatti, canottiere italiano (n. 1883)
- 14 aprile - Benjamin Crémieux, critico letterario e scrittore francese (n. 1888)
- 14 aprile - T. Hayes Hunter, regista e sceneggiatore statunitense (n. 1884)
- 14 aprile - Franz Landgraf, generale tedesco (n. 1888)
- 14 aprile - Eugenio Rebaudengo, imprenditore e politico italiano (n. 1862)
- 14 aprile - Marian Thayer, socialite statunitense (n. 1872)
- 14 aprile - Nikolaj Fëdorovič Vatutin, generale sovietico (n. 1901)
- 15 aprile - Giovanni Gentile, filosofo, pedagogista e politico italiano (n. 1875)
- 15 aprile - Motobu Chōki, karateka giapponese (n. 1870)
- 15 aprile - Egon von Neindorff, generale tedesco (n. 1892)
- 16 aprile - Edward Charles Stuart Baker, ornitologo britannico (n. 1864)
- 16 aprile - Innocenzo Contini, militare e partigiano italiano (n. 1922)
- 16 aprile - Pietro Augusto Dacomo, militare e partigiano italiano (n. 1921)
- 16 aprile - Domenico Quaranta, militare e partigiano italiano (n. 1920)
- 16 aprile - Ettore Ruocco, militare e partigiano italiano (n. 1920)
- 17 aprile - Eugen Burg, attore e regista tedesco (n. 1871)
- 17 aprile - Max Josef Metzger, presbitero tedesco (n. 1887)
- 17 aprile - Czesław Młot-Fijałkowski, generale polacco (n. 1892)
- 18 aprile - Fabio Guidi, imprenditore e politico italiano (n. 1863)
- 18 aprile - Hans Lachmann-Mosse, editore tedesco (n. 1885)
- 19 aprile - Sándor Bródy, calciatore ungherese (n. 1884)
- 20 aprile - Francesco Gallo, militare italiano (n. 1905)
- 20 aprile - Jabbar Garyagdioglu, cantante azero (n. 1861)
- 20 aprile - Elmer Gedeon, giocatore di baseball e militare statunitense (n. 1917)
- 20 aprile - Alf Klingenberg, pianista e compositore norvegese (n. 1867)
- 20 aprile - Giuseppe Vigo, calciatore italiano (n. 1917)
- 21 aprile - Salvatore Auria, partigiano italiano (n. 1916)
- 21 aprile - Serafino Aldo Barbaro, partigiano italiano (n. 1922)
- 21 aprile - Emilio Barbiano di Belgiojoso d'Este, nobile e dirigente sportivo italiano (n. 1855)
- 21 aprile - Hans-Valentin Hube, generale tedesco (n. 1890)
- 21 aprile - Gustav Voerg, canottiere statunitense (n. 1870)
- 22 aprile - Mezio Agostini, compositore italiano (n. 1875)
- 22 aprile - Hippolyte Aucouturier, ciclista su strada francese (n. 1876)
- 22 aprile - William O'Connell, cardinale e arcivescovo cattolico statunitense (n. 1859)
- 22 aprile - Engles Profili, partigiano, medico e giornalista italiano (n. 1905)
- 22 aprile - Edmund Schulthess, politico svizzero (n. 1868)
- 23 aprile - Jolanda Dobrilla, italiana (n. 1926)
- 23 aprile - Marion Harris, cantante statunitense (n. 1896)
- 23 aprile - Ildebrando Vivanti, partigiano italiano (n. 1924)
- 24 aprile - Gerardo Berenga, avvocato e politico italiano (n. 1860)
- 24 aprile - Michael Pedersen Friis, politico danese (n. 1857)
- 24 aprile - Aurelio Tarroni, partigiano e antifascista italiano (n. 1907)
- 25 aprile - Humphrey Cobb, sceneggiatore e romanziere canadese (n. 1899)
- 25 aprile - Renato Del Din, militare e partigiano italiano (n. 1922)
- 25 aprile - Cesare Dobici, compositore e musicista italiano (n. 1873)
- 25 aprile - George Herriman, fumettista statunitense (n. 1880)
- 25 aprile - Pietro Marchisio, partigiano italiano
- 25 aprile - Paolo Schiavetti Arcangeli, partigiano italiano (n. 1924)
- 25 aprile - William Stephens, politico statunitense (n. 1859)
- 26 aprile - Alberto Beneduce, dirigente pubblico, economista e politico italiano (n. 1877)
- 26 aprile - Gaston Giran, canottiere francese (n. 1892)
- 26 aprile - Derek Keppel, ufficiale inglese (n. 1863)
- 26 aprile - Violette Morris, pesista, giavellottista e calciatrice francese (n. 1893)
- 26 aprile - Daniele Rosa, zoologo e glottoteta italiano (n. 1857)
- 26 aprile - Harold Wenstrom, direttore della fotografia statunitense (n. 1893)
- 27 aprile - René Oberthür, entomologo francese (n. 1852)
- 27 aprile - Alberto Segre, antifascista e imprenditore italiano (n. 1899)
- 28 aprile - Angelo Costanzi, partigiano italiano (n. 1908)
- 28 aprile - Mohammed Alim Khan, sovrano uzbeko (n. 1880)
- 28 aprile - Frank Knox, politico statunitense (n. 1874)
- 28 aprile - Arturo Puga, militare e politico cileno (n. 1879)
- 29 aprile - Pietro Benedetti, partigiano italiano (n. 1902)
- 29 aprile - Billy Bitzer, regista e fotografo statunitense (n. 1874)
- 29 aprile - Bernardino Machado, politico e diplomatico portoghese (n. 1851)
- 29 aprile - Pëtr Stoljarskij, violinista e insegnante sovietico (n. 1871)
- 29 aprile - Walter Tabacchi, partigiano e marinaio italiano (n. 1917)
- 30 aprile - Alda Costa, docente italiana (n. 1876)
- 30 aprile - John Leonard, giocatore di curling canadese (n. 1871)
- 30 aprile - Paul Poiret, stilista francese (n. 1879)
- 30 aprile - Bruno Rizzieri, partigiano e operaio italiano (n. 1918)